# 萨尔布吕肯机场
萨尔布吕肯机场（德語：Flughafen Saarbrücken）是德国萨尔州首府萨尔布吕肯的一座商用国际机场。其年客运量为49.1415万人次，成为德国16座国际机场中规模仅高于埃尔福特机场的最小机场之一。机场设有康塔克特航空和卷云航空的飞机维修庫，可为其自身及客户飞机提供维修服务。此外，萨尔布吕肯机场也是卷云航空的总部所在地。

## 位置
萨尔布吕肯机场座落于萨尔布吕肯的恩斯海姆区，距离恩斯海姆中心以东约5公里。它建于丘陵之中（恩斯海姆丘陵），西部和东部为急剧向下倾斜的地貌，南部和北部的地形则略有上升。这种情况使得其2000米长的东西向跑道扩建计划一直处于反复论证阶段，并且难以实施（只可架空或扭曲延伸）。
从区域的角度来看，萨尔布吕肯机场位于欧洲萨尔-洛林-卢森堡大区的核心地带。它的辐射范围主要涵盖了萨尔、阿尔萨斯、洛林、卢森堡及其毗邻的莱茵兰-普法尔茨，并在此区域内与卢森堡、法兰克福-哈恩、斯特拉斯堡、梅斯-南锡-洛林和茨魏布吕肯等机场参与竞争。

## 地面交通

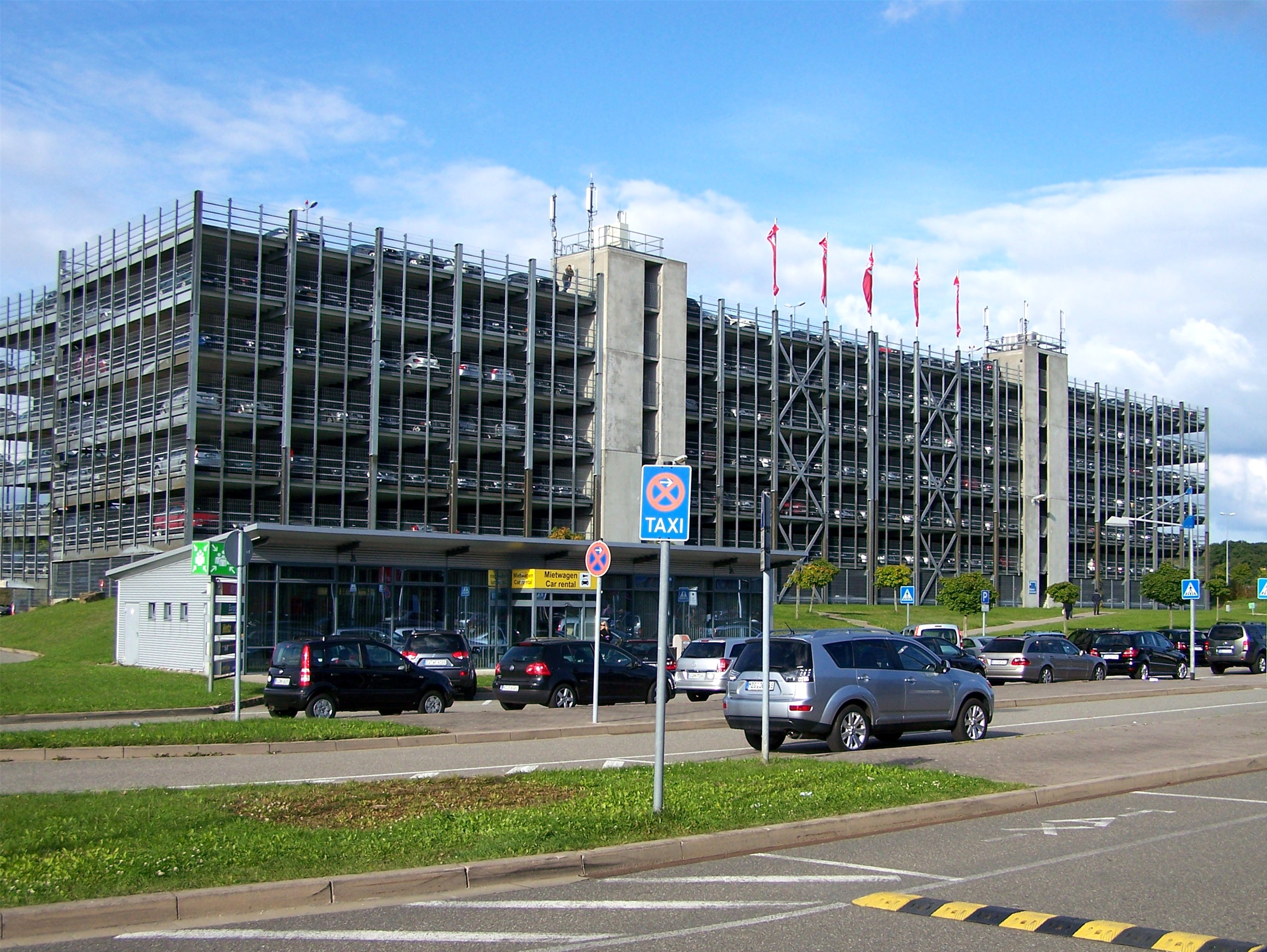
P1停车场

机场对面便是A6高速公路，在此通过费兴根/机场出口（Fechingen/Flughafen）或英格贝特-西/机场出口（St. Ingbert-West/Flughafen）可接驳至该高速公路的各个方向或附近的L108号机场快速路。机场内提供超过1000个停车位，其中P1停车场就包含了1000个车位,另有超过100个车位设于航站楼周边。
从萨尔布吕肯中央火车站抵达机场可搭乘前往布里斯卡斯特（Blieskastel）方向的R10路区域巴士，每小时一班。同时在萨尔布吕肯中央火车站则可连接至全国及跨境ICE列车网络、城际列车网络、区域列车网络及萨尔布吕肯城市交通网络（有轨电车、城市公车及区域巴士）。
此外，机场还提供私人接送服务，并设有4家国际知名的汽车租赁公司服务网点。

## 历史

### 战前：航空交通的建立
位于恩斯海姆的萨尔布吕肯机场在1973年12月31日前属于原圣因格贝特县，它始建于1937至1939年，用以替代旧有的萨尔布吕肯-圣阿努尔机场。当时旧机场已经建立了一些国际航线，但由于地理位置不佳，糟糕的飞行条件和长期需要因天气原因而关闭均限制了此地的航空交通发展。随着汉莎航空于1939年10月25日19点10分安排的最后一个定期航班在此降落，萨尔布吕肯机场的民航历史正式结束。
全新的恩斯海姆机场原计划1939年9月1日启用，但恰在这一天爆发了第二次世界大战。机场的开幕被无限期搁置。

### 战后：重建与发展
在战后初期萨尔布吕肯并没有机场。而圣阿努尔机场也于1955年被永久性关闭了。当局直到60年代中期才再度提出一个对恩斯海姆的萨尔布吕肯机场进行重建的计划，包括延长跑道，以消除大型飞机无法起降而对建立国际航线所带来的障碍。1967年，LTU国际航空开办了萨尔布吕肯至杜塞尔多夫的首条定期航线，机场跑道的长度也在1966至1969年期间延扩建至2100米。在随后的几年中，萨尔布吕肯机场建立了越来越多的国内航线，航点包括柏林、汉堡、卡塞尔、慕尼黑和法兰克福等德国主要城市。1972年，萨尔布吕肯机场被空管当局批准成为德国第11座国际机场。至此，机场原有的建筑及设施都已扩建完毕。

### 1990-2000年：高速发展

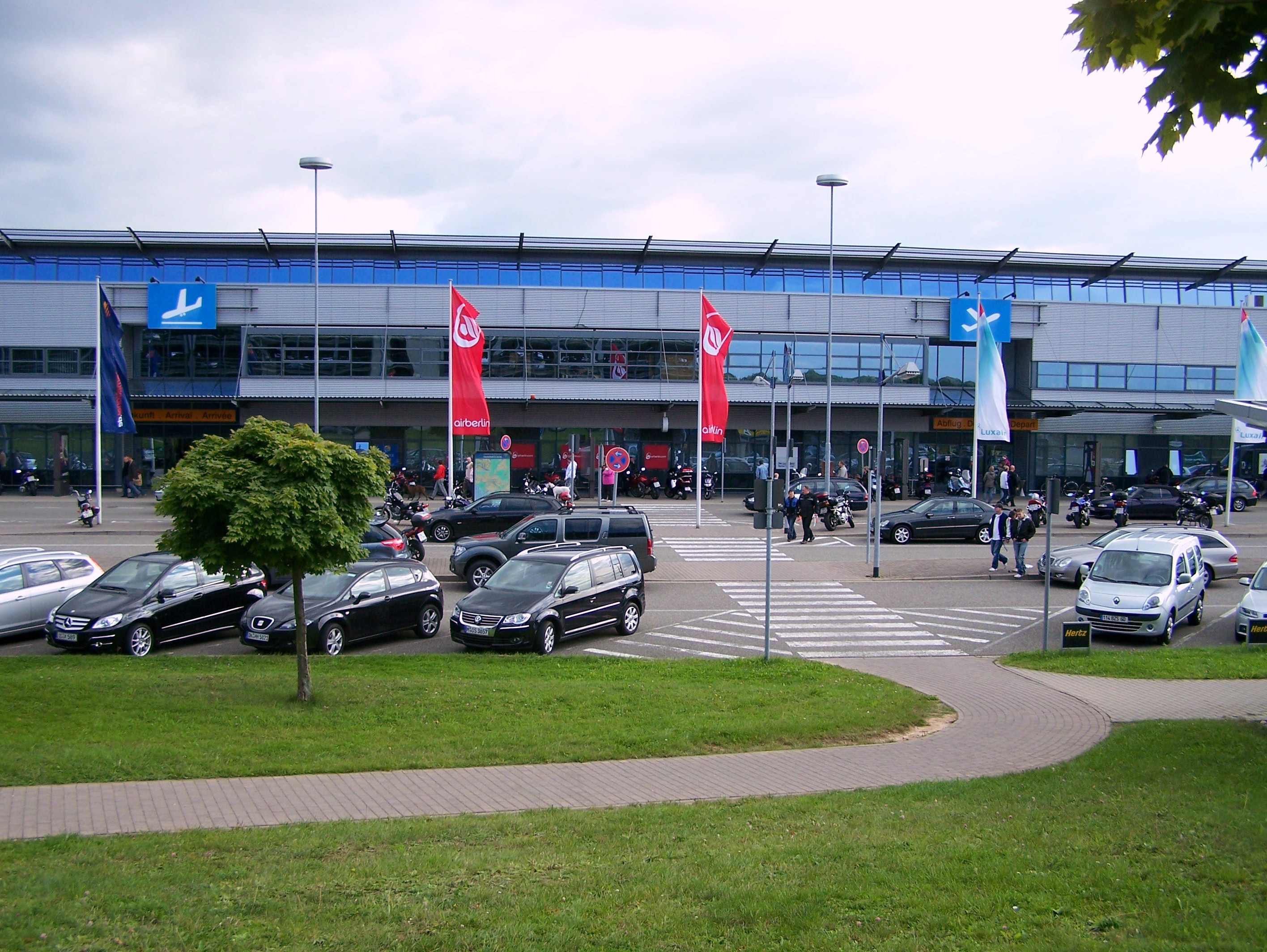
萨尔布吕肯机场航站楼

萨尔布吕肯机场在1990年代经历了客运量的巨幅增长，自1995年以来的旅客发送量年均增加58%，到2000年达到48.30万人次，令机场开始进一步扩建其航站设施。经过两年的建设，经过扩建的航站楼于2000年完工，现时机场的年处理能力达70万人次。

### 自2000年起：竞争及起伏

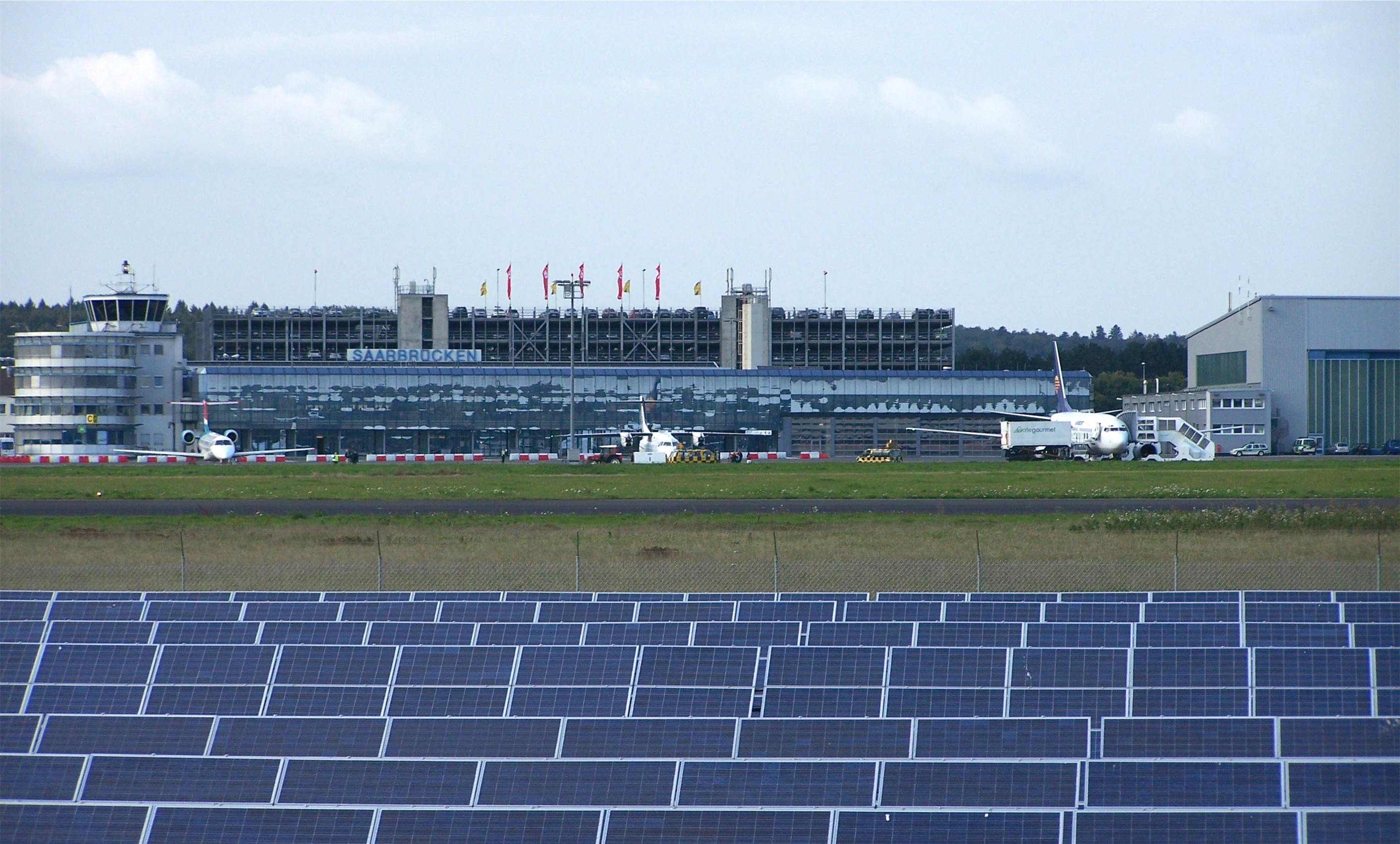
机场一览，近景为太阳能发电厂装置

萨尔布吕肯机场在2005年创造了最好的运营业绩，年发送旅客达48.73万人次，超过了此前在2000年保持的记录；比起2004年的46.13万人次也增长了5.6%。2006年，正当萨尔布吕肯机场寄望于超越50万人次大关时，客运量反而下跌了13%，录得42.13万人次。2007年，由于受到茨魏布吕肯机场的竞争及途易飞的撤场，萨尔布吕肯机场的旅客人数再度下跌，仅有不到35万人次。
自2007年中期起机场的客运量开始回升，这是因为柏林航空开始在萨尔布吕肯开设前往国内外多个目的地的航班，以及卢森堡航空在2008年进驻萨尔布吕肯，并将此设为第二基地。2008年12月4日，萨尔布吕肯机场的客运量首次突破50万人次。
同时，时任萨尔州经济部长的约阿西姆·利佩尔（Joachim Rippel）还积极推动加强柏林航空和卢森堡航空在萨尔布吕肯机场的地位，并且与同莱茵兰-普法尔茨州重新就与茨魏布吕肯机场开展合作进行交流。萨尔州政府表示在恩斯海姆的跑道扩建计划将不会立即实施，审批其400米长的扩建程序是为了应对航空交通未来的发展需要。
此外，机场于2004年和2005年在南部分阶段建成了一座装机容量为4兆瓦的太阳能发电厂。
2011年，柏林航空开始扩大萨尔布吕肯的航线。自5月1日起柏林航空将每日有3个班次往返于柏林；另有每日1-2个班次往返于帕尔马。在2011年冬季时刻表中还加入了每日一班往返于纽伦堡的航班。萨尔州的旅游者可以由此抵达地中海周边几乎所有的度假胜地，并在周末还有飞往大加那利岛的直航航班。

## 设施

### 航站楼

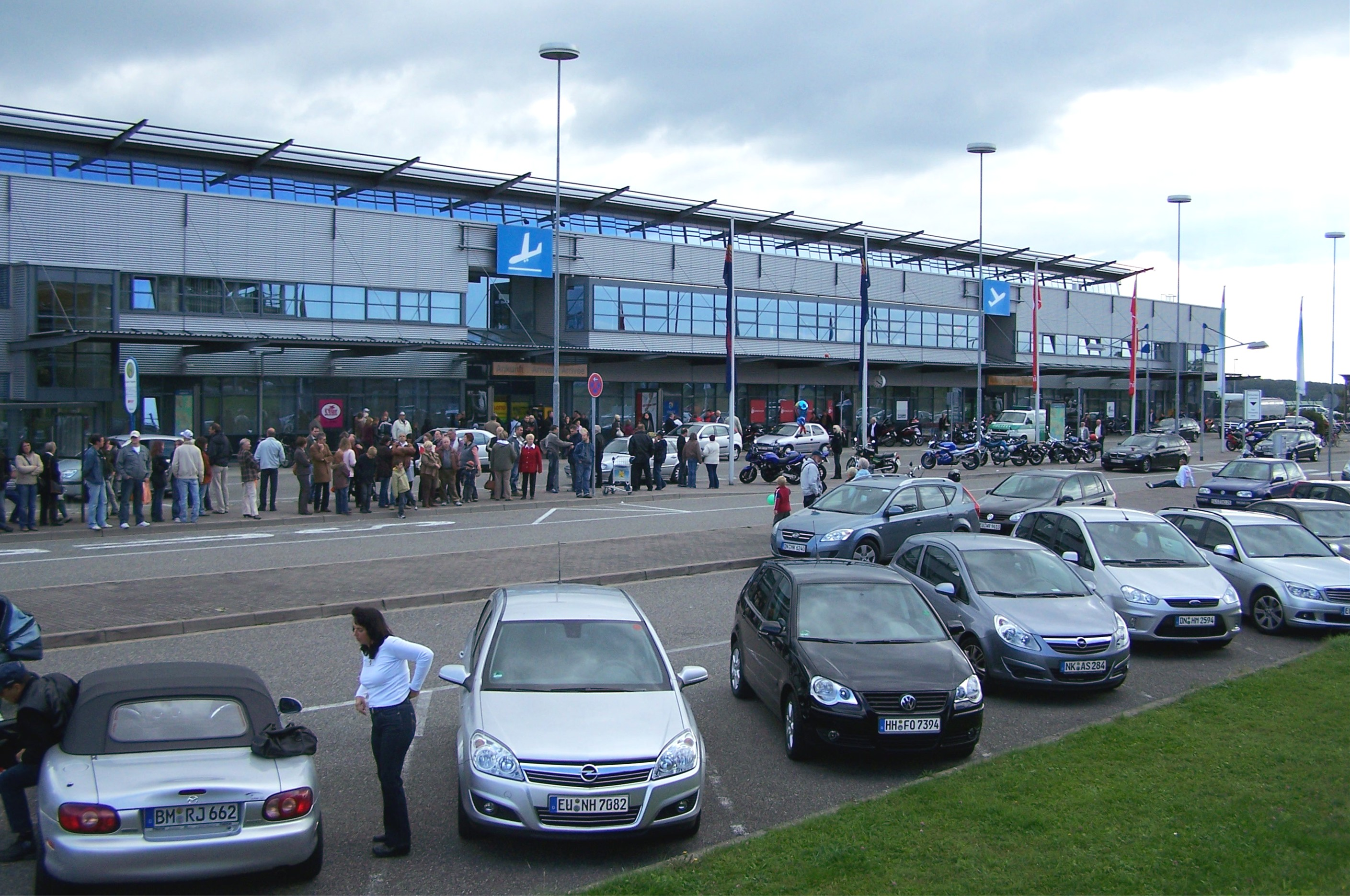
航站楼前景

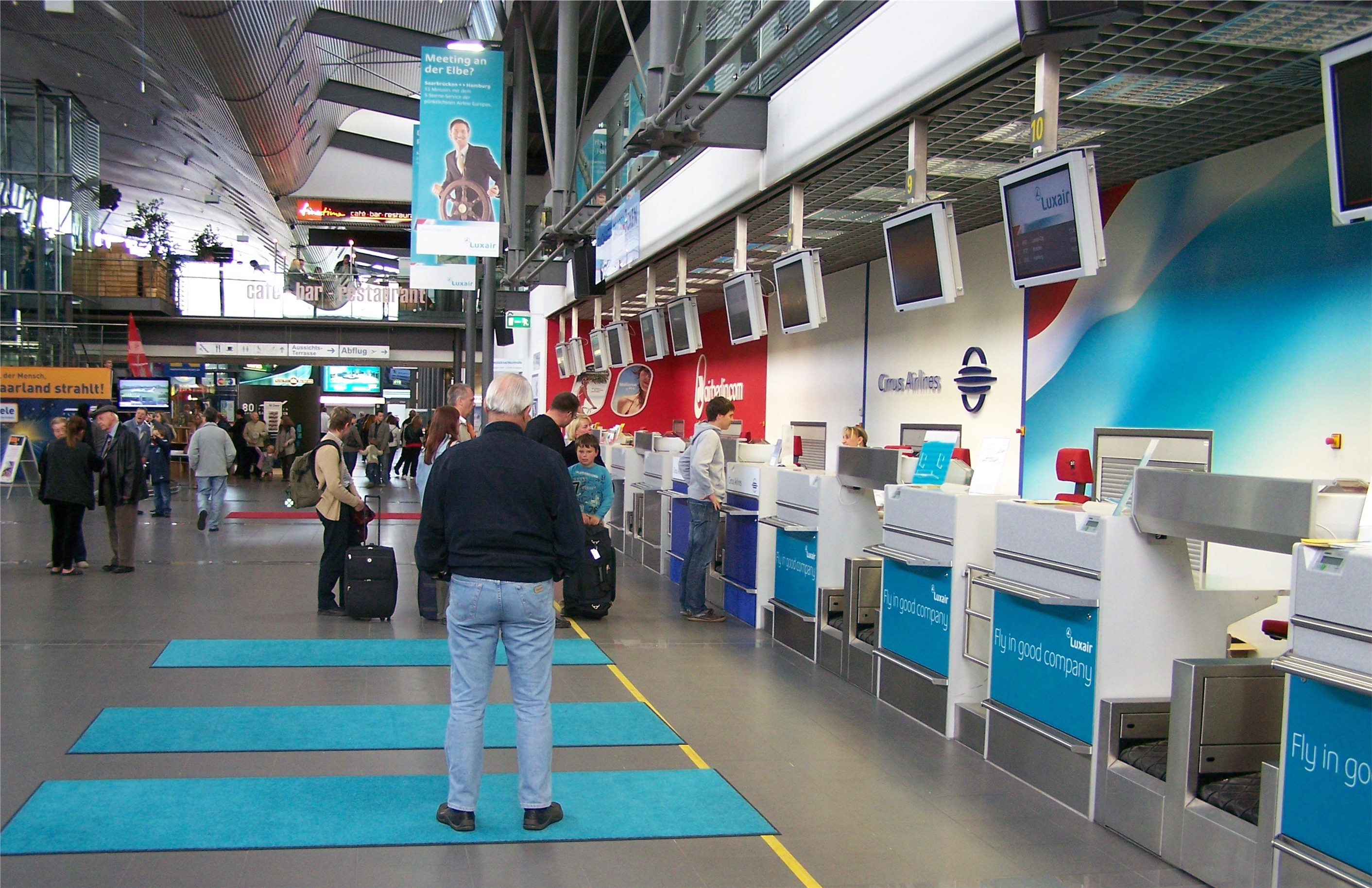
航站楼内的登机柜位

2001年，一座设计处理能力为每年70万人次的高度现代化航站楼正式启用，取代了旧的机场大厅。航站楼采用了斯图加特建筑事务所的方案，对现有机场大厅进行部分翻新和清拆，新航站楼楼高两层，占地面积约55000平方米，其中约30000平方米为新建部分，外墙及屋顶大量使用了玻璃材料，外观呈现机翼式的形态。每一层楼都配备了航空交通所必要的设施。
0层（地面层）的设施包括13个旅客登机柜位和1个特殊行李柜位、近20家旅行社和售票窗口、两家商店（包括免税商店）、安检及海关设施、5座登机闸口、行李传送带、酒吧及中央信息服务台。
1层是一个面积为360平方米的餐饮区，并且设有1间会议室和1个带有啤酒花园的广阔观景台。在此可以俯瞰整个停机坪及跑道。
这两个楼层通过一条旋转式的玻璃阶梯相连接，同时旅客也可搭乘电梯前往。

### 塔台
配备德国空管局领航员的管制塔设于航站楼建筑的西端。

### 起降跑道
呈东西方向（09/27）的起降跑道以沥青铺设，有2000米长和45米宽，可接纳起降的最大飞行器类别为波音767和空客A330。更大类别的飞机由于受到跑道长度的限制而无法在该机场进行装载和加油。同样由于地理条件的原因，在跑道的27端还配备了仪表着陆系统。
由于跑道的两端是陡峭的斜坡，因此跑道的延伸扩建将十分困难。上一次扩建讨论的是在2006/2007年，因竞争对手茨魏布吕肯机场的崛起而强化了该机场的危机意识，因此计划将萨尔布吕肯的跑道扩建400米。在委托州政府审批的规划中，提交了一个类似于丰沙尔机场利用高架桥支撑跑道或在另址新建一条跑道的解决方案。
与此同时，由于扩建跑道需要暂时关闭机场，这对处于复苏期的萨尔布吕肯也将是个沉重的打击，而目前机场内所有航空公司的飞机在现有长度的跑道起降也完全不存在障碍，跑道扩建计划因而仍被搁置。

## 航空公司及航点

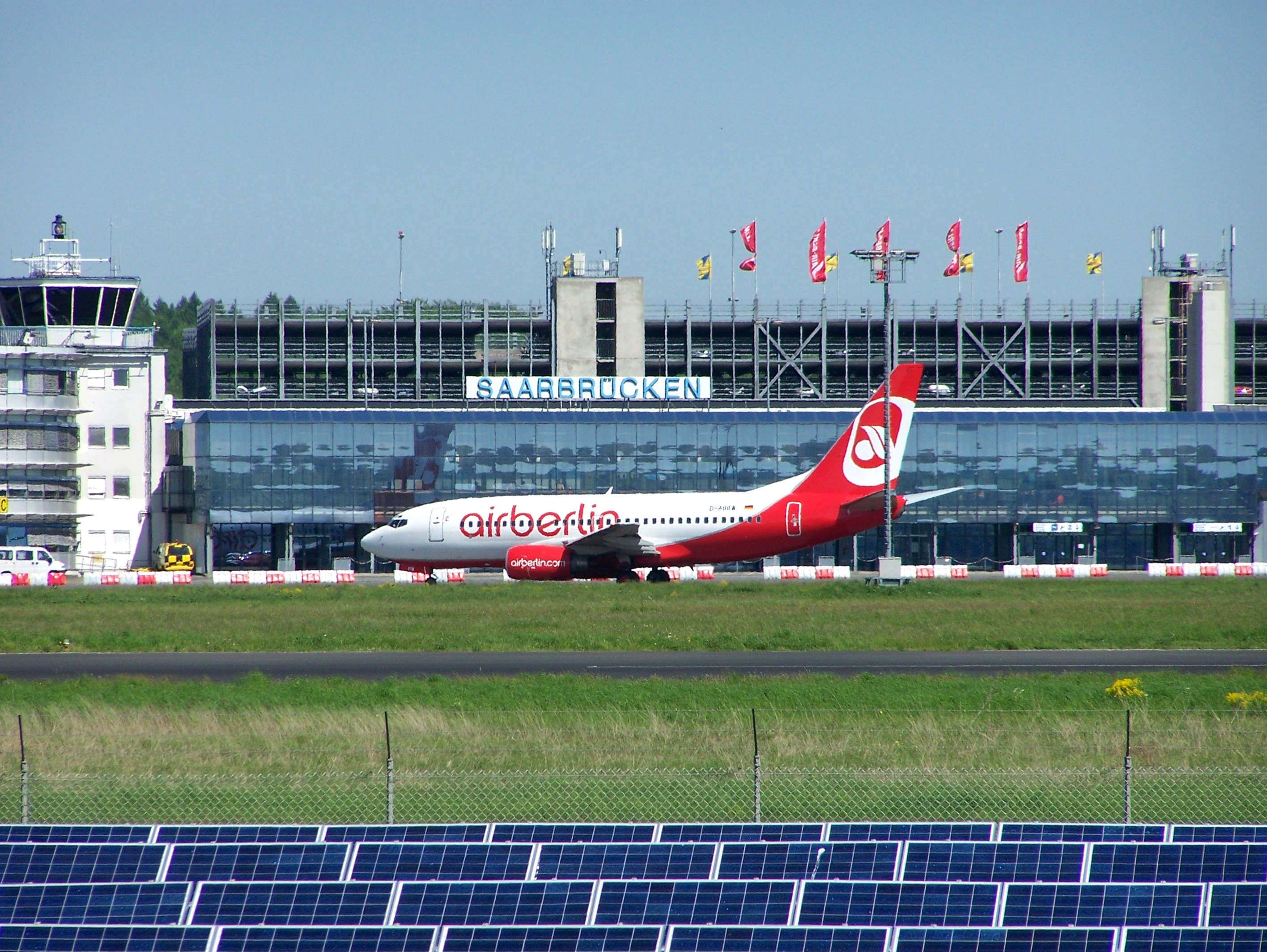
柏林航空的一架波音737在萨尔布吕肯机场

卷云航空在1995年成立于萨尔布吕肯机场，后于2008年将其总部迁至慕尼黑，2010年又回到萨尔布吕肯。但卷云航空不再于萨尔布吕肯机场经营航班，因其直接竞争对手柏林航空和卢森堡航空已在此拥有利润丰厚的航线。
柏林航空在此提供每日两班往返柏林及每日一班往返帕尔马的航班；卢森堡航空亦提供每日两班由卢森堡经萨尔布吕肯至柏林的航班及每日三班至汉堡的航班。
萨尔布吕肯机场平均每天约有25架次的航班起降量，某些节假日更是高达日均40架次。它们当中约有一半的航班是集中在早上及夜间的非交通高峰时段起降，有时这里的飞机起降需要有5至10分钟的间隔。
| 航空公司   | 目的地                    |
| ---------- | ------------------------- |
| 卢森堡航空 | 柏林-泰格尔、汉堡、卢森堡 |
| 天际航空   | 安塔利亚、莱比锡/哈雷     |
| 太阳快运   | 安塔利亚                  |

## 灾难事故
- 2010年2月24日，一架卢森堡航空的DHC-8-400客机（注册号为LX-LGD）从萨尔布吕肯机场飞往慕尼黑机场的爬升过程中遭雷击，随后一台发动机失效，飞机改飞该公司的基地卢森堡机场安全着陆[5]。

## 运营数据
| 运营年度 | 载客人次 | 载货吨数 | 起降架次 |
| -------- | -------- | -------- | -------- |
| 2010     | 491,415  | 未知     | 16,245   |
| 2009     | 469,933  | 未知     | 15,691   |
| 2008     | 517,920  | 未知     | 17,244   |
| 2007     | 349,822  | 193      | 14,524   |
| 2006     | 421,643  | 172      | 15,055   |
| 2005     | 486,230  | 227      | 14,202   |
| 2004     | 459,853  | 217      | 13,764   |
| 2002     | 461,299  | 325      | 15,164   |
| 2000     | 482,594  | 364      | 21,113   |
| 1996     | 394,535  | 未知     | 22,097   |
| 1992     | 325,031  | 未知     | 25,167   |
| 1988     | 223,794  | 未知     | 28,575   |
| 1982     | 151,876  | 未知     | 28,772   |